# FA Charity Shield 1950
Lo FA Charity Shield 1950, noto in italiano anche come Supercoppa d'Inghilterra 1950, è stata la 28ª edizione della Supercoppa d'Inghilterra.
Si è svolto il 20 settembre 1950 allo Stamford Bridge di Londra tra Inghilterra e calciatori dilettanti che giocano in club affiliati alla FA.
A conquistare il titolo è stata l'Inghilterra che ha vinto per 4-2.

## Partecipanti
| Squadre                      | Partecipazioni precedenti (il grassetto indica la vittoria) |
| ---------------------------- | ----------------------------------------------------------- |
| Inghilterra (professionisti) | 6 (1913, 1923, 1924, 1925, 1926, 1929)                      |
| Inghilterra (dilettanti)     | 6 (1913, 1923, 1924, 1925, 1926, 1929)                      |

## Tabellino
| Londra 20 settembre 1950, ore 15:00 CET                                            | Inghilterra | 4 – 2 referto      | Dilettanti | Stamford Bridge (38.468 spett.) |
| \| \| \| \| \| Manion Mortensen Baily Mullen \| Marcatori \| Johnston Lofthouse \| |             |                    |            |                                 |
|                                                                                    |             |                    |            |                                 |
| Manion Mortensen Baily Mullen                                                      | Marcatori   | Johnston Lofthouse |            |                                 |

### Formazioni
| Inghilterra: |    |                 |
|              |    |                 |
| P            | 1  | Ernest Butler   |
| D            | 2  | Alf Ramsey      |
| D            | 3  | Bill Eckersley  |
| D            | 4  | Billy Wright    |
| D            | 5  | Laurie Hughes   |
| C            | 6  | Jimmy Dickinson |
| C            | 7  | Tom Finney      |
| C            | 8  | Wilf Mannion    |
| A            | 9  | Stan Mortensen  |
| A            | 10 | Eddie Baily     |
| A            | 11 | Jimmy Mullen    |

| Dilettanti: |    |                  |
|             |    |                  |
| P           | 1  | Stan Hanson      |
| D           | 2  | Bert Mozley      |
| D           | 3  | Stan Milburn     |
| D           | 4  | Harry Johnston   |
| D           | 5  | Reg Flewin       |
| C           | 6  | Tim Ward         |
| C           | 7  | Stanley Matthews |
| C           | 8  | Jackie Sewell    |
| A           | 9  | Nat Lofthouse    |
| A           | 10 | Jimmy Hagan      |
| A           | 11 | Johnny Hancocks  |